# Organtransplantationsgesetz
Im Gegensatz zu Deutschland und der Schweiz, war das Transplantationsrecht in Österreich längere Zeit nicht in einem eigenständigen Gesetz geregelt, sondern im Bundesgesetz über Krankenanstalten und Kuranstalten (KAKuG), dort im 7. Hauptstück in den §§ 62a bis 62c. Seit dem 13. Dezember 2012 hat jedoch auch Österreich ein eigenes Organtransplantationsgesetz (OTPG), welches insbesondere auch EU-Richtlinien berücksichtigen musste. Aufgrund dieses Gesetzes war auch das KAKuG entsprechend zu adaptieren.
Die wesentliche Bestimmung, die – wie schon das KAKuG in der Version von 1982 – die sog. Widerspruchslösung beinhaltet, ist § 5 (1) OTPG: Es ist zulässig, Verstorbenen einzelne Organe zu entnehmen, um durch deren Transplantation das Leben eines anderen Menschen zu retten oder dessen Gesundheit wiederherzustellen. [...] Die Entnahme ist unzulässig, wenn den Ärztinnen/Ärzten eine Erklärung vorliegt, mit der die/der Verstorbene oder, vor deren/dessen Tod, ihr/sein gesetzlicher Vertreter eine Organspende ausdrücklich abgelehnt hat. [...] Die Entnahme darf nicht zu einer die Pietät verletzenden Verunstaltung der Leiche führen.